# Południowa Afryka na Mistrzostwach Świata w Lekkoatletyce 2017
Republika Południowej Afryki na Mistrzostwach Świata w Lekkoatletyce 2017 – reprezentacja Republiki Południowej Afryki podczas mistrzostw świata w Londynie liczyła 12 zawodników, którzy zdobyli 6 medali.

## Zdobyte medale
| Medal  | Zawodnik          | Konkurencja         | Rezultat | Data        |
| ------ | ----------------- | ------------------- | -------- | ----------- |
| złoto  | Luvo Manyonga     | skok w dal          | 8,48     | 5 sierpnia  |
| złoto  | Wayde van Niekerk | bieg na 400 metrów  | 43,98    | 8 sierpnia  |
| złoto  | Caster Semenya    | bieg na 800 metrów  | 1:55,16  | 13 sierpnia |
| srebro | Wayde van Niekerk | bieg na 200 metrów  | 20,11    | 10 sierpnia |
| brąz   | Rushwal Samaai    | skok w dal          | 8,32     | 5 sierpnia  |
| brąz   | Caster Semenya    | bieg na 1500 metrów | 4:02,90  | 7 sierpnia  |

## Skład reprezentacji
Mężczyźni
| Zawodnik          | Konkurencja                | Eliminacje | Eliminacje | Półfinał | Półfinał | Finał    | Finał   |
| Zawodnik          | Konkurencja                | Rezultat   | Pozycja    | Rezultat | Pozycja  | Rezultat | Pozycja |
| ----------------- | -------------------------- | ---------- | ---------- | -------- | -------- | -------- | ------- |
| Thando Roto       | bieg na 100 metrów         | DSQ        | DSQ        | NQ       | NQ       | NQ       | NQ      |
| Akani Simbine     | bieg na 100 metrów         | 10,15      | 15. q      | 10,05    | 5. Q     | 10,01    | 5.      |
| Clarence Munyai   | bieg na 200 metrów         | DSQ        | DSQ        | NQ       | NQ       | NQ       | NQ      |
| Akani Simbine     | bieg na 200 metrów         | 20,26      | 9. Q       | 20,62    | 18.      | NQ       | NQ      |
| Wayde van Niekerk | bieg na 200 metrów         | 20,16      | 4. Q       | 20,28    | 7. q     | 20,11    | srebro  |
| Wayde van Niekerk | bieg na 400 metrów         | 45,27      | 16. Q      | 44,22    | 3. Q     | 43,98    | złoto   |
| Pieter Conradie   | bieg na 400 metrów         | 46,62      | 40.        | NQ       | NQ       | NQ       | NQ      |
| Stephen Mokoka    | bieg na 10 000 metrów      | —          | —          | —        | —        | 28:14,67 | 20.     |
| Lusapho April     | maraton                    | —          | —          | —        | —        | DNS      | DNS     |
| Desmond Mokgobu   | maraton                    | —          | —          | —        | —        | 2:16:14  | 21.     |
| Sibusiso Nzima    | maraton                    | —          | —          | —        | —        | DNF      | DNF     |
| Antonio Alkana    | bieg na 110 m przez płotki | 13,43      | 14. Q      | 13,59    | 16.      | NQ       | NQ      |
| Lebogang Shange   | chód na 20 km              | —          | —          | —        | —        | 1:19:18  | 4.      |

| Zawodnik         | Konkurencja    | Kwalifikacje | Kwalifikacje | Finał | Finał   |
| Zawodnik         | Konkurencja    | Wynik        | Pozycja      | Wynik | Pozycja |
| ---------------- | -------------- | ------------ | ------------ | ----- | ------- |
| Luvo Manyonga    | skok w dal     | 8,12         | 4. Q         | 8,48  | złoto   |
| Rushwal Samaai   | skok w dal     | 8,14         | 3. Q         | 8,32  | brąz    |
| Zarck Visser     | skok w dal     | 7,66         | 25.          | NQ    | NQ      |
| Orazio Cremona   | pchnięcie kulą | 19,81        | 23.          | NQ    | NQ      |
| Jaco Engelbrecht | pchnięcie kulą | 19,59        | 27.          | NQ    | NQ      |
| Victor Hogan     | rzut dyskiem   | 62,26        | 18.          | NQ    | NQ      |
| Rocco van Rooyen | rzut oszczepem | 74,02        | 30.          | NQ    | NQ      |

Kobiety
| Zawodniczka                                                  | Konkurencja                     | Eliminacje | Eliminacje | Półfinał | Półfinał | Finał      | Finał   |
| Zawodniczka                                                  | Konkurencja                     | Rezultat   | Pozycja    | Rezultat | Pozycja  | Rezultat   | Pozycja |
| ------------------------------------------------------------ | ------------------------------- | ---------- | ---------- | -------- | -------- | ---------- | ------- |
| Carina Horn                                                  | bieg na 100 metrów              | 11,28      | 19. Q      | 11,26    | 20.      | NQ         | NQ      |
| Justine Palframan                                            | bieg na 200 metrów              | 23,35      | 21. q      | 23,21    | 15.      | NQ         | NQ      |
| Gena Löfstrand                                               | bieg na 800 metrów              | 2:01,73    | 20. q      | 2:03,67  | 23.      | NQ         | NQ      |
| Caster Semenya                                               | bieg na 800 metrów              | 2:01,33    | 15. Q      | 1:58,90  | 1. Q     | 1:55,16 WL | złoto   |
| Caster Semenya                                               | bieg na 1500 metrów             | 4:02,84    | 2. Q       | 4:03,80  | 4. Q     | 4:02,90    | brąz    |
| Jenna Challenor                                              | maraton                         | —          | —          | —        | —        | 2:47:22    | 59.     |
| Mapaseka Makhanya                                            | maraton                         | —          | —          | —        | —        | 2:40:15    | 40.     |
| Wenda Theron-Nel                                             | bieg na 400 metrów przez płotki | 55,47      | 12. Q      | 55,70    | 10.      | NQ         | NQ      |
| Justine Palframan Gena Löfstrand Ariane Nel Wenda Theron-Nel | sztafeta 4 × 400 m              | 3:37,82    | 13.        | —        | —        | NQ         | NQ      |